# سرین/سان (رود)

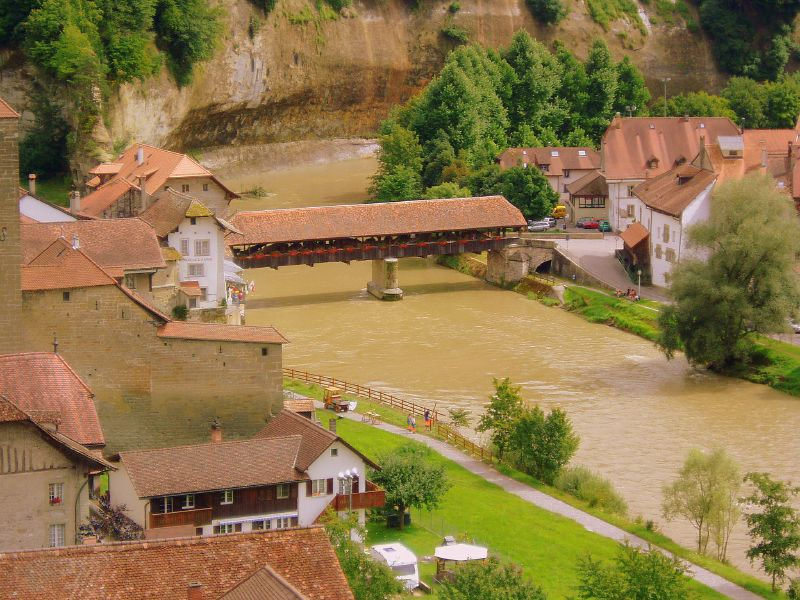
سرین/سان

رود سرین/سان یک رودخانه است که  از بخش سرین کانتون فریبورگ در کشور سوئیس می‌گذرد.